# Dorin Dobrincu
Dorin Dobrincu (n. 28 februarie 1972, Darabani, județul Botoșani) este un istoric român, specializat în rezistența anticomunistă din România. 

## Biografie profesională
În perioada 12 iulie 2007 – 15 iunie 2012 a fost director general al Arhivelor Naționale ale României. De asemenea, este cercetător la Institutul de Istorie "A. D. Xenopol" din Iași (din 2003). Doctor în istorie din 2006, cu o teză având tema „Rezistența armată anticomunistă din România (1944–începutul anilor 60)”.